# 疏花山梅花
疏花山梅花（学名：Philadelphus laxiflorus）为虎耳草科山梅花属下的一个种。

## 扩展阅读
- 維基物種上的相關：疏花山梅花